# イノシンプラノベクス
イノシンプラノベクス（Inosine pranobex、商品名：イソプリノシン）とは、免疫増強薬（抗ウイルス薬）の1つである。本剤は単一の化合物ではなく、混合物である。CAS登録番号は、36703-88-5。

## 構成成分について

（参考）イノシンの極限構造式。

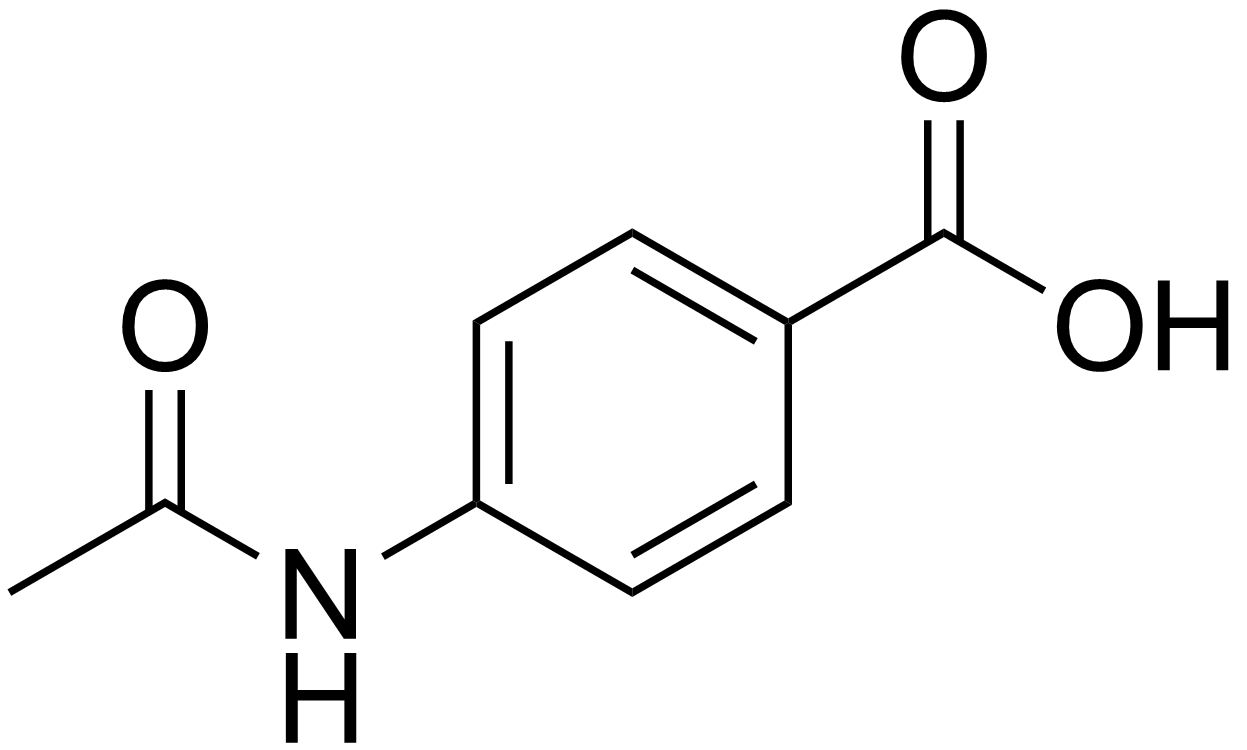
（参考）4-アセトアミド安息香酸の極限構造式。

イノシンプラノベクスの構成成分は、イノシンとジメプラノールアセドベン（英語、Dimepranol acedoben）から成る。このうちジメプラノールアセドベンも1つの分子ではなく、なおも混合物である。ジメプラノールアセドベンは、4-アセトアミド安息香酸（慣用名アセドベン）と、1-ジメチルアミノ-2-プロパノールとを1対1の割合で混合した物である。4-アセトアミド安息香酸と1-ジメチルアミノ-2-プロパノールは、カルボキシ基と第三級アミンが持つ孤立電子対とで塩を形成している。なお、イノシンとジメプラノールアセドベンは、1：3の割合である。従って、イノシンプラノベクス（主薬）の組成式はC10H12N4O5・3(C9H9NO3・C5H13NO)であり、式量は約1115.25である。但し、言うまでも無く、一般的な錠剤と同じくイノシンプラノベクスの錠剤にも、主薬であるイノシンプラノベクスの他に滑沢剤などが含有されている。

## 薬理・薬効・副作用
イノシンプラノベクスは、主にリンパ球の1種であるT細胞に作用して、細胞性免疫を強化する作用を持っていると考えられている。この他にも、マクロファージを活性化する作用も持っていると見られている。また、in vitroでの結果ながら、DNAウイルスのワクチニアウイルスや単純ヘルペスウイルス、RNAウイルスのインフルエンザウイルスなど、様々なウイルスの増殖を抑制する作用を持っていることが判明している。ただし、2010年現在の日本においては、致死性の病である亜急性硬化性全脳炎の患者の病気の進行を遅らせて、その生存期間を延長させることに対してのみ効能として認められている。なお、既述の通りイノシンプラノベクスにはイノシンが含有されている。イノシンは、ヒトの体内では尿酸に代謝されるため、副作用として痛風や尿路結石（尿酸結石）が起こる可能性がある（高尿酸血症として18.8％）。また、当然ながら痛風や、痛風に至らないまでも高尿酸血症の既往がある場合は、それらが本剤使用によって悪化する危険がある。